# Drosophila histrio
Drosophila histrio är en tvåvingeart som beskrevs av Johann Wilhelm Meigen 1830. Drosophila histrio ingår i släktet Drosophila och familjen daggflugor.
Arten är vida spridd i den palearktiska regionen från Europa till Japan. Arten är reproducerande i Sverige.